# Vytautas Girnius
Vytautas Girnius (4 de febrero de 1959) es un deportista lituano que compitió para la Unión Soviética en atletismo adaptado. Ganó cuatro medallas en los Juegos Paralímpicos de Verano entre los años 1988 y 1996.

## Palmarés internacional
| Representando a la URSS  |                          |                  |              |
| Juegos Paralímpicos      |                          |                  |              |
| Año                      | Lugar                    | Medalla          | Prueba       |
| 1988                     | Seúl (Corea del Sur)     | Medalla de oro   | Jabalina B1  |
| 1988                     | Seúl (Corea del Sur)     | Medalla de oro   | Pentatlón B1 |
| Representando a Lituania |                          |                  |              |
| Juegos Paralímpicos      |                          |                  |              |
| Año                      | Lugar                    | Medalla          | Prueba       |
| 1992                     | Barcelona (España)       | Medalla de plata | Pentatlón B1 |
| 1996                     | Atlanta (Estados Unidos) | Medalla de plata | Jabalina F10 |